# Seynabou Male Cisse
Seynabou Male Cisse (Gandiaye, Kaolack, 1952) es una profesora, emprendedora y activista senegalesa. Ha recibido varios reconocimientos por su labor en apoyo a la paz y los derechos de las mujeres, muy especialmente en la región de Casamance.

## Biografía
Nació en 1952 en Gandiaye, en la región de Kaolack de Senegal. Después de obtener una licenciatura y una maestría en Geografía, trabajó como profesora de secundaria durante veinticinco años en la ciudad de Ziguinchor. Casada con Nouha Cisse. Estuvo involucrada en movimientos sociales desde muy joven, incluyendo la lucha por la igualdad y el empoderamiento de las mujeres. Es activista por los derechos de las mujeres y por la paz en Casamance.
El conflicto en Casamance, focalizado en una región religiosa y étnicamente distinta del resto del país, comenzó en 1982 entre el Movimiento de Fuerzas Democráticas y el estado de Senegal. Este conflicto armado, considerado una guerra civil regional, ha afectado muy especialmente a las mujeres. Los grupos tradicionales rurales dejaron de funcionar porque sus integrantes huyeron a otros lugares en busca de seguridad.
En 2010, fue la promotora de la Plateforme des Femmes pour la Paix en Casamance (PFPC) que reúne a 210 organizaciones locales de la sociedad civil y a más de 40.000 mujeres. La coalición dio lugar al nacimiento de USOFORAL, que significa Juntemos nuestras manos en lengua diola y que trabaja para que el liderazgo de las mujeres rurales sea un catalizador de la justicia económica, la igualdad de género y la paz a escala local y nacional. Las comunidades apoyadas por esta organización sirven de modelos de estabilidad y cohesión social para otras comunidades que luchan por establecer la paz. USOFORAL apoya el derecho de las mujeres a ser incluidas en la reconstrucción de los países afectados por conflictos.

## Reconocimientos
En 2013 recibió el Premio anual a la Creatividad de las Mujeres en la Vida Rural de la Fundación Cumbre Mundial de Mujeres (WWSF). Su trabajo generó esperanza e inspiró a miles de mujeres rurales y sus comunidades.

Estoy convencida de que si contamos con los recursos necesarios para llevar la antorcha de la paz en Casamance con la participación de las mujeres rurales, esta región vivirá momentos muy emocionantes que demostrarán nuestro compromiso con la creación de una sociedad justa y equitativa en Senegal.
Seynabou Male Cisse, 2013

En 2023 recibió el Premio Ignacio Ellakuria, concedido por el Gobierno Vasco a través de la Agencia Vasca de Cooperación para el Desarrollo. El jurado reconoció a la premiada por su compromiso con la creación de una sociedad más justa e igualitaria en Senegal y representar la labor de la construcción de la paz que llevan a cabo las organizaciones de mujeres en África.